# 危険有害性
危険有害性（きけんゆうがいせい）は、爆発物や引火性などの危険性と、発がん性、急性毒性、水生環境有害性などの有害性の総称である。同じ意味でハザード、危害、危害要因とよばれることもある。単に危険性と呼ばれることもある。
2008年に国際的に導入が予定されている化学品の分類および表示に関する世界調和システム(GHS)の日本語訳で、英語の"hazard"の訳語として公的に使われている。 中国語では単に（危险）である。
国連危険物輸送勧告で危険性としている次のようなものは危険有害性を持つと言える：
- 火薬類
- 引火性/可燃ガス
- 引火性エアゾール
- 酸化性ガス
- 高圧ガス
- 引火性液体
- 可燃性固体
- 自己反応性化学品
- 自然発火性液体
- 自然発火性固体
- 自己発熱性化学品
- 水反応可燃性/禁水性化学品
- 酸化性液体
- 有機化酸化物
- 金属腐食性物質
- 放射性物質